# Менегальдо, Елена Леонтьевна
Еле́на Менегальдо (фр. Hélène Menegaldo, урождённая Елена Леонтьевна Пашутинская; р. 3 января 1945) — французский литературовед, славистка русского происхождения. Специалист по Борису Поплавскому. Профессор Университета Пуатье.

## Биография
Елена Пашутинская родилась во Франции в семье русских эмигрантов первой волны.
В 1964 году окончила школу восточных языков. В 1968 году сдала государственный конкурс Agrégation. Преподавала в средних школах.
С 1972 года преподаёт в Университете Пуатье (департамент Вьенн); профессор. Возглавляет в университете отдел славистики, до 2005 года заведовала научными исследованиями в области памяти, идентичности и маргинальности эмиграции в современном мире.
В 1981 защитила докторскую диссертацию «Поэтическая вселенная Бориса Поплавского», изданную на русском языке в 2007 году.
Автор книги Le Russes à Paris. 1919—1939 (Париж, 1998), переведённой на русский язык и вышедшей двумя изданиями в 2001 и 2007 годах.